# Morthomiers

Morthomiers este o comună în departamentul Cher, Franța. În 1 ianuarie 2022 avea o populație de 815 de locuitori.